# Susan Sarandonová
Susan Abigail Sarandonová (rozená Tomalin, nepřech. Sarandon, * 4. října 1946 New York, USA) je americká herečka, držitelka Oscara za film Mrtvý muž přichází. Je také známá pro svůj sociální a politický aktivismus.

## Život

### Dětství a studium
Narodila se jako nejstarší z devíti sourozenců, Leonoře Marie a Philipu Leslie Tomalinovým. Po otci má anglický, irský a velšský původ, po matce sicilský. Studovala The Catholic University of America, kde získala bakalářský titul z dramatu.

### Kariéra
V roce 1969 šla spolu se svým tehdejším manželem Chrisem Sarandonem na casting k filmu Joe a získala hlavní roli. V roce 1975 hrála spolu s Robertem Redfordem ve filmu Velký Waldo Pepper. Jejím nejkontroverznějším filmem byl v roce 1983 Hlad, moderní upírský příběh, ze kterého se stal propadák. Film se ale svým způsobem stal kultovním díky lesbické scéně mezi ní a Catherine Deneuve, která byla vůbec jednou z prvních scén svého druhu. Její jméno se ale nestalo tak známým až do roku 1988, kdy natočila snímek Durhamští Býci, který sklidil obrovský úspěch.
Během svého života získala celkem pět nominací na Oscara za filmy Atlantic City (1981), Thelma a Louise (1991), Lorenzův olej (1992), Nebezpečný klient (1994) a v roce 1995 za film Mrtvý muž přichází, kdy cenu konečně získala. Mezi její další filmy patří Druhá nebo první (1998), Kdekoli, jen ne tady (1999), Rockerky (2002), Smím prosit? (2004), Zlatíčko (2004) nebo Elizabethtown (2005).
Objevila se také ve dvou epizodách seriálu Simpsonovi. Poprvé jako učitelka baletu v epizodě Homer versus Patty a Selma, podruhé jako ona sama v epizodě Bart má dvě mámy. Objevila se také v seriálu Přátelé a v mnoha dokumentárních filmech zobrazujících sociální a politické záležitosti.

### Osobní život
Ještě na univerzitě potkala a pak si i vzala Chrise Sarandona. Rozvedli se v roce 1979, ale ponechala si jeho jméno jako své umělecké. V roce 1981 zvolili čtenáři Playboye její poprsí nejlepším z celebrit. V osmdesátých letech chodila s režisérem Francem Amurrim, se kterým má dceru Evu Amurri. Od roku 1988 udržuje vztah s hercem Timem Robbinsem, se kterým se seznámila během natáčení filmu Durhamští Býci. Má s ním dva syny – Jacka Henryho (1989) a Milese Guthrieho (1992). Oba se často zapojují do stejných sociálních a politických problémů.

### Politické aktivity
Sarandonová je známá svými levicovými a levicově-liberálními názory. Aktivně se zapojuje do řešení sociálních a politických problémů, poskytuje dary charitativním organizacím, zapojuje se do misí působících přímo v místě problému (pomoc válečným obětem, terapeutické produkce pro schizofreniky) apod.
V roce 1999 byla vyslankyní dobré vůle UNICEF. V roce 2000 podpořila prezidentskou kandidaturu nezávislého Ralpha Nadera, v roce 2004 ho ale odmítla a podpořila Johna Kerryho. Spolu se svým partnerem Timem Robbinsem odsoudila v roce 2003 invazi do Iráku, proti které vystupuje dodnes. Podporuje také práva homosexuálů a transgender osob, pro které se objevila například v reklamě Love is Love is Love.
V roce 2006 byla jednou z osmi žen, která nesla olympijskou vlajku při zahajovacím ceremoniálu Zimních olympijských her 2006 v Turíně.
V roce 2016 se zastala „ochránců vody“ v jejich konfliktu s úřady a korporacemi při stavbě projektu Dakota Access Pipeline. Ve stejném roce, po dobu prezidentských voleb, se několikrát objevila v médiích, a hájila tam politické body a návrhy sociálně demokratického kandidáta, Bernieho Sanderse, a poté, co se sněm Demokratické strany rozhodl stát za Clintonovou, podpořila Jill Steinovou ze Strany Zelených. Po volbách za to byla kritizována Hillary Clintonovou a jejími přívrženci za její porážku.

## Filmografie
| Rok       | Film/seriál                                      | Role                                            | Poznámky |
| --------- | ------------------------------------------------ | ----------------------------------------------- | --- |
| 1969      | Joe                                              | Melissa Compton                                 | |
| 1971      | A World Apart                                    | Patrice Kahlman                                 | 1 díl |
| 1971      | Owen Marshall: Counselor at Law                  | Joyce                                           | díl: Burden of Proof |
| 1971      | Fleur bleue                                      | Elizabeth Hawkins                               | |
| 1972      | Mortadela                                        | Sally                                           | |
| 1972      | Search for Tomorrow                              | Sarah Fairbanks                                 | |
| 1973      | Calucci's Department                             | Samantha                                        | |
| 1974      | F. Scott Fitzgerald and 'The Last of the Belles' | Ailie Calhoun                                   | |
| 1974      | Lovin' Molly                                     | Sarah                                           | |
| 1974      | Na titulní straně                                | Peggy Grant                                     | |
| 1974      | The Whirlwind                                    |                                                 | |
| 1974–1975 | Wide World Mystery                               | Kate                                            | 2 díly |
| 1975      | Velký Waldo Pepper                               | Mary Beth                                       | |
| 1975      | The Rocky Horror Picture Show                    | Janet Weiss                                     | |
| 1976      | Letní láska                                      | Chloe                                           | |
| 1977      | Checkered Flag or Crash                          | C.C. Wainwright                                 | |
| 1977      | Druhá strana půlnoci                             | Catherine Alexander Douglas                     | |
| 1977      | The Last of the Cowboys                          | Ginny                                           | |
| 1978      | Děvčátko                                         | Hattie                                          | |
| 1978      | Král cikánů                                      | Rose                                            | |
| 1979      | Skoro jako v ráji                                | Madeline Ross                                   | |
| 1980      | Atlantic City                                    | Sally                                           | nominace na Oscara v kategorii Nejlepší herečka |
| 1980      | Milující páry                                    | Stephanie Beck                                  | |
| 1982      | American Playhouse                               | Helene Shaw                                     | 1 díl |
| 1982      | Bouře                                            | Aretha Tomalin                                  | |
| 1983      | Hlad                                             | Sarah Roberts                                   | |
| 1984      | Síla lásky                                       | Emily                                           | |
| 1984      | Faerie Tale Theatre                              | Kráska                                          | díl: Beauty And The Beast |
| 1984      | Oxbridge Blues                                   | Natalie Carlsen                                 | díl: He'll See You Now |
| 1985      | Léta Páně                                        | Livilla                                         | |
| 1985      | Mussolini: The Decline and Fall of Il Duce       | Edda Mussolini Ciano                            | |
| 1985      | Nebezpečné situace                               | Judith Singer                                   | |
| 1986      | Smekněte, pánové                                 | Margaret Ann Jessup                             | |
| 1987      | Čarodějky z Eastwicku                            | Jane Spofford                                   | |
| 1988      | Durhamští Býci                                   | Annie Savoy                                     | nominace na Zlatý glóbus v kategorii Nejlepší herečka v komedii nebo muzikálu |
| 1988      | Tanec sladkých srdcí                             | Sandra Boon                                     | |
| 1989      | Lednový muž                                      | Christine Starkey                               | |
| 1989      | Bílé období sucha                                | Melanie Bruwer                                  | |
| 1990      | Bílý palác                                       | Nora Baker                                      | nominace na Zlatý glóbus v kategorii Nejlepší herečka v dramatu |
| 1991      | Thelma a Louise                                  | Louise Sawyerová                                | nominace na Oscara v kategorii Nejlepší herečka nominace na cenu BAFTA v kategorii Nejlepší herečka v hlavní roli nominace na Zlatý glóbus v kategorii Nejlepší herečka v dramatu |
| 1992      | Muž bez spánku                                   | Ann                                             | |
| 1992      | Bob Roberts                                      | Tawna Titan                                     | |
| 1992      | Lék pro Lorenza                                  | Michaela Odone                                  | nominace na Oscara v kategorii Nejlepší herečka nominace na Zlatý glóbus v kategorii Nejlepší herečka v dramatu                                                                   |
| 1992      | Hráč                                             | sama sebe                                       | |
| 1994      | Nebezpečný klient                                | Regina "Reggie" Love                            | cena BAFTA v kategorii Nejlepší herečka v hlavní roli nominace na Oscara v kategorii Nejlepší herečka                                                                             |
| 1994      | Malé ženy                                        | Mrs. March                                      | |
| 1994      | Nejlepší máma                                    | Margaret "Mag" Singer                           | |
| 1995      | Simpsonovi                                       | učitelka baletu                                 | díl: Homer versus Patty a Selma |
| 1995      | Mrtvý muž přichází                               | sestra Helen Prejean                            | Oscar v kategorii Nejlepší herečka nominace na Zlatý glóbus v kategorii Nejlepší herečka v dramatu                                                                                |
| 1996      | Jakub a obří broskev                             | slečna Spiderová                                | dabing |
| 1997      | The Need to Know                                 | vypravěč                                        | |
| 1998      | Soumrak                                          | Catherine Ames                                  | |
| 1998      | Illuminata                                       | Celimene                                        | |
| 1998      | For Love of Julian                               | vypravěč                                        | |
| 1998      | Druhá nebo první                                 | Jackie Harrisonová                              | nominace na Zlatý glóbus v kategorii Nejlepší herečka v dramatu |
| 1999      | Samé trable                                      | Charlotte Emory                                 | |
| 1999      | Our Friend, Martin                               | Mrs. Clark                                      | |
| 1999      | Cradle Will Rock                                 | Margherita Sarfatti                             | |
| 1999      | Kdekoli, jen ne tady                             | Adele August                                    | |
| 2000      | Tajemství                                        | Alice Neel                                      | |
| 2000      | Lumpíci v Paříži                                 | Coco LaBouche (hlas)                            | |
| 2001      | Přátelé                                          | Jessica Lockhartová                             | díl: The One With Joey's New Brain nominace na cenu Emmy v kategorii Nejlepší hostující v herečka v komediálním seriálu                                                           |
| 2001      | Jako kočky a psi                                 | Ivy                                             | dabing |
| 2002      | Malcolm v nesnázích                              | Meg                                             | 2 díly nominace na cenu Emmy v kategorii Nejlepší hostující v herečka v komediálním seriálu                                                                                       |
| 2002      | Igby                                             | Mimi Slocumb                                    | nominace na Zlatý glóbus v kategorii Nejlepší herečka v dramatu |
| 2002      | Rockerky                                         | Lavinia Kingsley                                | |
| 2002      | Půlnoční míle                                    | Jojo Floss                                      | |
| 2003      | Děti planety Duna                                | princezna Wensicia Corrino                      | |
| 2003      | Cesta k ledu                                     | Dr. Jerri Nielsen                               | |
| 2004      | Dárek z lásky                                    | Rose Collins                                    | |
| 2004      | Smím prosit?                                     | Beverly Clarková                                | |
| 2004      | Zlatíčko                                         | Liz                                             | |
| 2005      | The Exonerated                                   | Sunny Jacobs                                    | |
| 2005      | Elizabethtown                                    | Hollie Baylor                                   | |
| 2005      | Romance a cigarety                               | Kitty Kane                                      | |
| 2006      | Neodolatelný                                     | Sophie Hartley                                  | |
| 2006      | Bernard a Doris                                  | Doris Duke                                      | TV film nominace na cenu Emmy v kategorii Nejlepší herečka v hlavní roli v minisérii nebo filmu nominace na Zlatý glóbus v kategorii Nejlepší herečka v minisérii nebo TV filmu   |
| 2006      | Simpsonovi                                       | Samu sebe (hlas)                                | díl: Bart má dvě mámy |
| 2006–2007 | Zachraň mě                                       | Alicia Green                                    | 6 dílů |
| 2007      | V údolí Elah                                     | Joan Deerfield                                  | |
| 2007      | Pan tělocvikář                                   | Beverly Farley                                  | |
| 2007      | Citové pouto                                     | Melanie Winters                                 | |
| 2007      | Kouzelná romance                                 | královna Narissa                                | |
| 2008      | Speed Racer                                      | máma                                            | |
| 2008      | Uprostřed nicoty                                 | Rhonda Berry                                    | |
| 2009      | Dar                                              | Grace Brewer                                    | |
| 2009      | Pohotovost                                       | Nora                                            | díl: Old Times |
| 2009      | Leaves of Grass                                  | Daisy Kincaid                                   | |
| 2009      | Muž v pokušení                                   | Nancy Kalmen                                    | |
| 2009      | Pevné pouto                                      | babička Lynn                                    | |
| 2010      | Doktor Smrt                                      | Janet Good                                      | TV film nominace na cenu Emmy v kategorii Nejlepší herečka ve vedlejší roli v minisérii nebo filmu                                                                                |
| 2010      | Městečko Peacock                                 | Fanny Crill                                     | |
| 2010      | Wall Street: Peníze nikdy nespí                  | Sylvia Moore                                    | |
| 2011      | The Miraculous Year                              | Patty Atwood                                    | |
| 2011      | Fight for Your Right Revisited                   | matka                                           | |
| 2011      | Jeff Who Lives at Home                           | Sharon                                          | |
| 2011–2012 | Studio 30 Rock                                   | Lynn Onkman                                     | 2 díly |
| 2012      | Robot a Frank                                    | Jennifer                                        | |
| 2012      | Smrtelné lži                                     | Ellen Miller                                    | |
| 2012      | Můj otec je šílenec                              | Mary McGarricle                                 | |
| 2012      | Pravidla mlčení                                  | Sharon Solarz                                   | |
| 2012      | Atlas mraků                                      | Madame Horrox / mladší Ursula / Yusouf Suleiman | |
| 2012      | Ve znamení raka                                  | Joy Kleinman                                    | 6 dílů |
| 2012      | Rozvedený se závazky                             | sebe                                            | díl: Late Night Part 3 |
| 2013      | Práskač                                          | Joanne Keeghan                                  | |
| 2013      | Velká svatba                                     | Bebe                                            | |
| 2013      | Irwin & Fran                                     | vypravěč                                        | |
| 2013      | Poslední láska Robina Hooda                      | Florence Aadland                                | |
| 2013–2014 | Mike a Molly                                     | J.C. Small                                      | 2 díly |
| 2014      | Ping Pong Summer                                 | Randy Jammer                                    | |
| 2014      | Tammy                                            | Pearl Balzen                                    | |
| 2014      | Volání                                           | Hazel Micallief                                 | |
| 2014      | Doll & Em                                        | Samu sebe                                       | díl: Two |
| 2015      | Hell & Back                                      | Barb, anděl (hlas)                              | |
| 2015      | Šílená matka                                     | Marnie Minervini                                | také výkonná producentka |
| 2015      | The Other Side of the Lake the Purple Girl       | Samu sebe                                       | |
| 2015      | Moonbeam City                                    | Ice Ivory (hlas)                                | díl: The Legend of Circuit Lake |
| 2015      | Tajný život Marilyn Monroe                       | Gladys                                          | 2 díly |
| 2015      | Tři generace                                     | Dolly                                           | |
| 2016      | Zoolander No. 2                                  | Samu sebe                                       | |
| 2016      | Spark: A Space Tail                              | Bananny (hlas)                                  | |
| 2016      | April and the Extraordinary World                | Chimene (hlas)                                  | anglický dabing |
| 2016      | Matky a dcery                                    | Millie                                          | |
| 2016      | Jak se mi potopila střední škola                 | pracovnice v kuchyni Lorraine (hlas)            | |
| 2016      | Ace the Case                                     | detektiv Dottie Wheel                           | |
| 2016      | Americký táta                                    | paní Jasperterian (hlas)                        | díl: Portrait of Francine's Genitals |
| 2016      | Skylanders Academy                               | Zlatá královna (hlas)                           | 2 díly |
| 2016      | Cassius and Clay                                 | Různé postavy (hlas)                            | pilotní díl |
| 2017      | Matky na tahu o Vánocích                         | Carlyina matka                                  | |
| 2017      | Zlá krev                                         | Bette Davis                                     | 8 dílů, také výkonná producentka |
| 2017      | Neo Yokio                                        | teta Agáta (hlas)                               | 6 dílů |
| 2017      | Rick a Morty                                     | Dr. Wong (hlas)                                 | díl: Pickle Rick |
| 2017–2018 | Neo Yokio                                        | teta Agáta (hlas)                               | 7 dílů |
| 2017–2019 | Ray Donovan                                      | Samantha Winslow                                | 16 dílů, také producentka |
| 2018      | The Death and Life of John F. Donovan            | Grace Donovan                                   | |
| 2018      | Viper Club                                       | Helen                                           | |
| 2019      | VHYes                                            | Tracy Beth                                      | |
| 2019      | Robot Chicken                                    | Více rolí (hlas)                                | díl: Ginger Hill in: Bursting Pipes |
| 2019      | At Home with Amy Sedaris                         | Samu sebe                                       | díl: Anniversary |
| 2019      | Love                                             | učitelka umění                                  | krátkometrážní film |
| 2019      | Roger Vivier's Jewels to Shoes                   | učitelka dramatu                                | krátkometrážní film |
| 2019      | Černý víkend                                     | Lily                                            | |
| 2020      | The Jesus Rolls                                  | Jean                                            | |
| 2020      | Tunnels                                          | —                                               | |
| 2020      | Hemlock Drive                                    | —                                               | |
| —         | Bad Moms' Moms                                   | Carlyina matka                                  | |
| —         | Slipping Away                                    | Dr. Sylvia Mansfield                            | krátkometrážní film |
| —         | Butterfly in the Typewriter                      | Thelma Toole                                    | |
| —         | Call Jane                                        | Virginia                                        | |